# Lohnsteuerpauschalierung
Die Lohnsteuerpauschalierung ist ein Vereinfachungsverfahren im deutschen Lohnsteuerrecht, geregelt in § 40 bis § 40b EStG, nach dem es in einer Reihe von Fällen zulässig ist, die Lohnsteuer  für steuerpflichtigen Arbeitslohn pauschal zu erheben. Diese Steuer nennt man dann auch Pausch- oder Definitivsteuer.
Die Pauschalierung von Arbeitslohn hat gegenüber der Regelbesteuerung in vielen Fällen unterschiedliche Vorteile. So ist für den Arbeitgeber die  Berechnung, Einbehaltung und Abführung der Lohnsteuer nach den individuellen Besteuerungsmerkmalen des einzelnen Arbeitnehmers mit erheblichen Schwierigkeiten und beträchtlichem Arbeits- und Kostenaufwand verbunden. Aus Vereinfachungsgründen ist es deshalb gesetzlich zugelassen, in bestimmten Fällen die Lohnsteuer pauschal, d. h. ohne Rücksicht auf individuelle Merkmale, zu erheben. Dabei wird unterschieden zwischen einem gesetzlichen Steuersatz (zwischen 2,00 % und 30,00 %, ggf. zzgl. Annexsteuern) und einem betriebsindividuellen Steuersatz.
Auch gegenüber anderen als eigenen Arbeitnehmern hat der zuwendende Betrieb ein Interesse an der Pauschalbesteuerung. Denn der Zuwendungsempfänger wäre sonst verpflichtet, die Besteuerung für die Zuwendung bei sich selbst durchzuführen. Das würde die Zuwendung jedoch erheblich unattraktiver machen. In der Steuerliteratur wird daher manchmal von einem vergifteten Geschenk gesprochen, wenn die Pauschalierung nicht vorgenommen wird.
Der Vorteil der Pauschalierung liegt jedoch nicht nur in der Verfahrensvereinfachung, insbesondere der Entbehrlichkeit einer eTIN (§ 41b Abs. 6 EStG), sondern vor allem auch in einem beachtlichen steuerlichen Vorteil, wenn der Arbeitnehmer noch andere Einkünfte bezieht und er diese mit einem höheren Grenzsteuersatz versteuern muss. Für den Arbeitgeber können sich durch Wegfall des Arbeitgeberanteils zur Sozialversicherung nahezu eine Kostenneutralität oder sogar Kosteneinsparungen ergeben.

## Zusätzlichkeitsvoraussetzung
In Fällen, in denen die Pauschalierung zweckgebundene Leistungen betrifft (bspw. einen Fahrt- oder Internetkostenzuschuss) ist oft gesetzliche Voraussetzung, dass der zu pauschalierende Lohnbestandteil zusätzlich zum ohnehin geschuldeten Arbeitslohn gezahlt wird. Darunter versteht der Bundesfinanzhof seit einem Urteil von August 2019 denjenigen Bestandteil des Arbeitslohns, der verwendungs- oder zweckgebunden geleistet wird. Im Unterschied dazu ist der ohnehin geschuldete Arbeitslohn derjenige Lohn, der ohne Zweckbindung durch den Arbeitgeber gezahlt wird. Vor diesem Urteil konnte nach Auffassung des Gerichts und der Finanzverwaltung nur pauschaliert werden, was der Arbeitgeber freiwillig über den geschuldeten Arbeitslohn hinaus zahlte. Durch den Wegfall dieser Voraussetzung ist es einfacher geworden, die günstige Lohnsteuerpauschalierung zu nutzen. Denn es ist nun möglich, eine Lohnumwandlung zu vereinbaren, in der ein Arbeitnehmer auf einen Teil seines Bruttolohnes verzichtet, und stattdessen einen Anspruch auf eine begünstigte Sachleistung (bspw. einen Fahrt oder Internetkostenzuschuss) erhält. Damit wird Steuerbemessungsgrundlage dem individuellen Grenzsteuersatz entzogen und stattdessen mit dem meist deutlich niedrigeren Pauschalsatz besteuert.

## Übersicht über die Lohnsteuerpauschalsätze
- 2,00 % auf Zahlungen an geringfügig entlohnte Beschäftigte
- 2,25 % auf Sachprämien aus Kundenbindungsprogrammen (z. B. Miles & More), die Arbeitslohn von Dritten darstellen (§ 3 Nr. 38 i. V. m. § 37a EStG)
- 5,00 % auf Gehälter für Aushilfskräfte in der Land- und Forstwirtschaft
- 15,00 % auf einen Fahrtkostenzuschuss für Fahrten Wohnung-Arbeitsstelle (vgl. Entfernungspauschale)
- 15,00 % auf den Sachbezug der Firmenwagenüberlassung für Fahrten Wohnung-Arbeitsstelle
- 20,00 % auf bestimmte Beiträge zur betrieblichen Altersvorsorge
- 25,00 % auf Gehälter für kurzfristig beschäftigte Arbeitnehmer
- 25,00 % auf die Erstattung steuerpflichtiger Spesen
- 25,00 % auf verbilligte oder kostenlose Kantinenmahlzeiten und Essenszuschüsse
- 25,00 % auf einen geldwerten Vorteil aus der Teilnahme an einer Betriebsveranstaltung
- 25,00 % auf Erholungsbeihilfen
- 25,00 % auf Sachzuwendung in Form eines PCs oder Zuschüsse zu einem privaten Internetzugang
- 30,00 % auf betrieblich veranlasste Zuwendungen und Geschenke (§ 37b EStG)
- mit einem betriebsindividuell zu ermittelnden Steuersatz können sonstige Bezüge und Lohnsteuernacherhebungen abgegolten werden.